# موز عزيزي
موز عزيزي (الاسم العلمي:Musa azizii) هو نوع من النباتات يتبع جنس الموز من فصيلة الموزية.